# Pýrgos (Béotie)
Pýrgos, en grec moderne : Πύργος, est un village du dème d'Orchomène dans le district régional de Béotie, en Grèce-Centrale.
Selon le recensement de 2011, la population du village s'élève à 96 habitants.